# Med Airways
Med Airways fue una pequeña aerolínea charter libanesa que fue anteriormente conocida como Flying Carpet hasta 2009. Su flota consistía de un Swearingen SA-227 Metro turbohélice de diecinueve asientos, un Piper PA-28, un Piper PA-32 y un Piper PA-34. En 2006 recibió dos Boeing 737-200 anteriormente pertenecientes a Southwest Airlines y Delta Air Lines y más tarde recibió un Bombardier CRJ-200ER anteriormente perteneciente a Independence Air. La aerolínea efectuaba diversas rutas, principalmente a Irak.
En agosto de 2007 también ofreció vuelos desde Beirut a Berlín y Hanover en Alemania.
Su propietario, Mazen Bsat, adquirió la difunta Trans Mediterranean Airways con la intención de retomar sus operaciones.
La aerolínea cesó sus operaciones en 2015

## Destinos
- Grecia
  - Atenas (Aeropuerto Internacional Eleftherios Venizelos)[1]
- Irak
  - Bagdad (Aeropuerto Internacional de Bagdad)
  - Erbil (Aeropuerto Internacional de Erbil)
  - Suleimaniya (Aeropuerto Internacional de Suleimaniya)
  - Basora (Aeropuerto Internacional de Basora)

- Líbano
  - Beirut (Aeropuerto Internacional de Beirut Rafic Hariri)

- Países Bajos
  - Eindhoven (Aeropuerto de Eindhoven)

- Sudán
  - Jartum (Aeropuerto Internacional de Jartum)

- Suecia
  - Estocolmo (Aeropuerto de Estocolmo-Arlanda)

## Flota
La flota de Flying Carpet Airlines incluye las siguientes aeronaves (a 1 de diciembre de 2010):
- 1 Boeing 737-200
- 1 Bombardier CRJ-200ER
- 1 Swearingen SA-227 Metro
- 1 Piaggio P.180 Avanti
- 1 Piper PA-34 Seneca
- 1 Piper PA-32
- 1 Piper PA-28